# زینوکارا
زینوکارا (به انگلیسی: Xenocara) نام نسخه‌ای از سرور اکس.ارگ است که در اوپن‌بی‌اس‌دی گنجانده شده و توسط توسعه‌دهندگان این پروژه نگهداری می‌شود. زینوکارا اولین بار در نسخه ۴٫۲ اوپن‌بی‌اس‌دی که در ۱ نوامبر ۲۰۰۷ منتشر شده بود، قرار داده شد. جدای از سرور اکس. ارگ، زینوکارا چندین پروژه دیگر از جمله مدیر پنجره‌های FVWM و cwm را هم شامل می‌شود. سرور اکس. ارگ تا نسخه ۶٫۹ از imake استفاده می‌کرد اما نسخه‌های اخیر آن به گنو اوتوتولز مهاجرت کرده‌اند که تحت پروانه جی‌پی‌ال منتشر می‌شوند. زینوکارا در عوض از make نسخه BSD استفاده می‌کند. هدف زینوکارا، فراهم کردن یک چارچوب برای میزبانی کردن تغییرات محلی است که توسعه‌دهندگان اوپن‌بی‌اس‌دی در سرور اکس. ارگ اعمال می‌کنند و همین‌طور خودکارسازی فرایند کامپایل شدن قسمت‌های مختلف سرور اکس. ارگ، از جمله برنامه‌های جانبی آن و همین‌طور دیگر برنامه‌هایی است که توسط توسعه‌دهندگان اوپن‌بی‌اس‌دی نگهداری می‌شوند. این برنامه یک انشعاب نیست. توسعه‌دهندگان اوپن‌بی‌اس‌دی تغییراتی که در سرور اکس. ارگ اعمال می‌شود را در زینوکارا هم اعمال می‌کنند و همین‌طور هرگاه که تغییری در زینوکارا اعمال می‌کنند که ممکن است برای توسعه‌دهندگان اکس. ارگ هم مفید باشد، آن را برای توسعه‌دهندگان اکس. ارگ ارسال می‌کنند.